# Chiesa di San Nicolò dei Mendicoli
La chiesa di San Nicolò dei Mendicoli o dei Mendicanti è un edificio religioso della città di Venezia, situato nel sestiere di Dorsoduro.

## Storia
La chiesa di San Nicolò dei Mendicoli è una tra le più antiche di Venezia: si presume che esistesse già una prima costruzione nel VII secolo.
Ci sono due ipotesi sull'origine del nome della chiesa. Secondo la prima ipotesi, Mendicoli sarebbe la storpiatura di Mendigola, che è l'antico nome dell'isola su cui essa è fabbricata. Secondo l'altra ipotesi, Mendicoli deriverebbe da mendici a indicare le modestissime condizioni di vita della contrada, abitata prevalentemente da pescatori e da artigiani.
È proprio in questa contrada che avevano la loro sede i cosiddetti Nicolotti, una delle fazioni del popolo veneziano, acerrimi rivali dell'analoga fazione dei Castellani, abitanti all'estremo opposto della città nella zona di San Pietro di Castello. Almeno una volta all'anno le due fazioni si scontravano violentemente sul Ponte dei Pugni nella vicina parrocchia di San Barnaba, in una tradizionale battaglia a mani nude.
La chiesa rimase seriamente danneggiata dall'alluvione del 4 novembre 1966. Negli anni settanta fu al centro di un complesso intervento di restauro, finanziato grazie al Venice in Peril Fund, nel corso del quale si procedette anche a un innalzamento generale del pavimento, esposto continuamente ai danni dell'acqua alta, essendosi venuto a trovare ben trenta centimetri al di sotto del livello medio dei canali.
Nel 1973 la chiesa fu usata anche come set cinematografico per il film A Venezia... un dicembre rosso shocking di Nicolas Roeg.

## Descrizione
La costruzione del VII secolo fu rimpiazzata dall'attuale chiesa del XIII secolo, di impianto romanico basilicale a tre navate. Anche questa seconda fabbrica fu poi ampiamente rimaneggiata nel corso del tempo, sia all'esterno, con l'aggiunta nel XV secolo di un piccolo portico sul lato settentrionale, sia all'interno, molto ricco, dove nel XVI secolo la navata centrale fu ornata con statue in legno dorato.

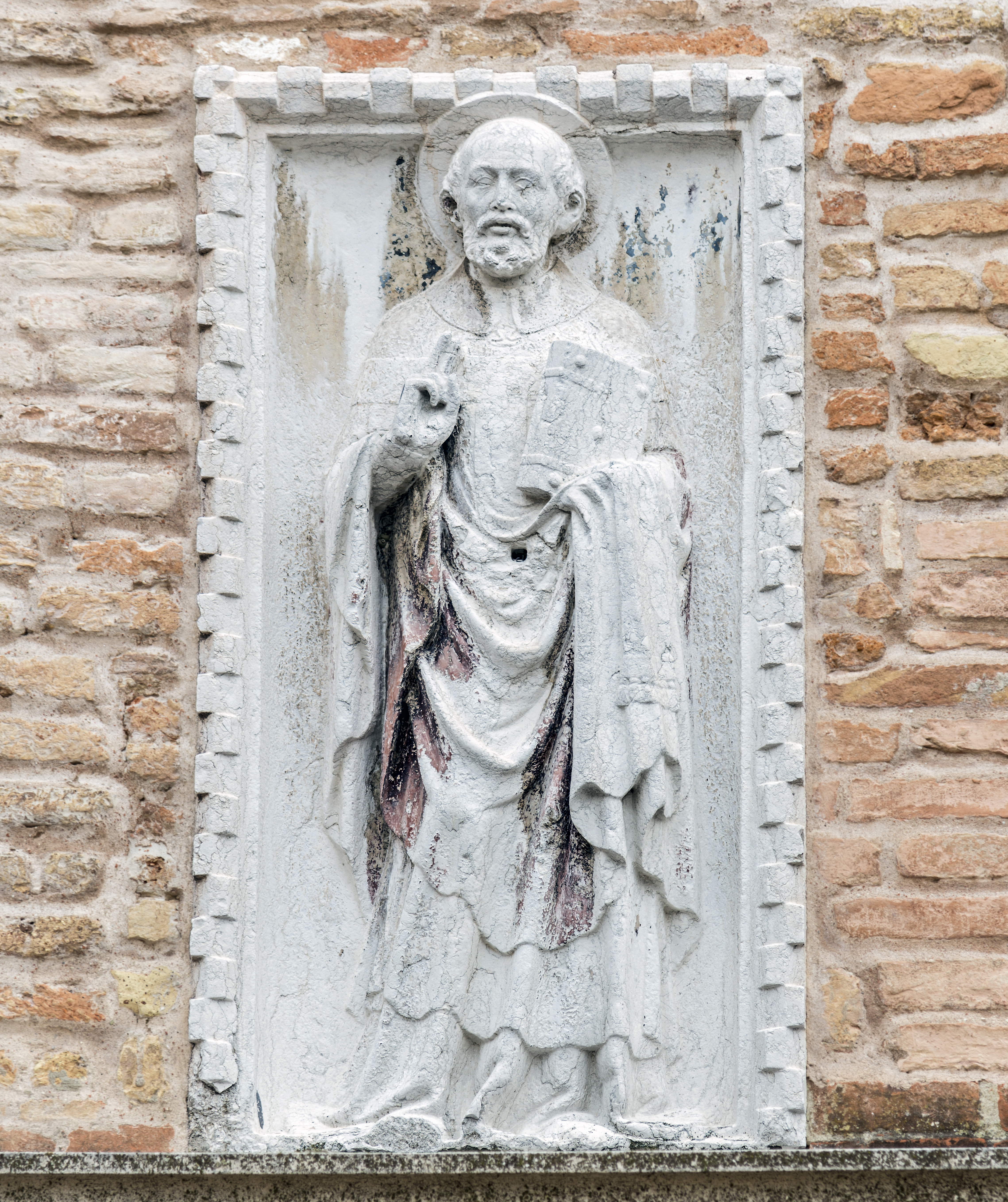
San Nicolò Duecento.
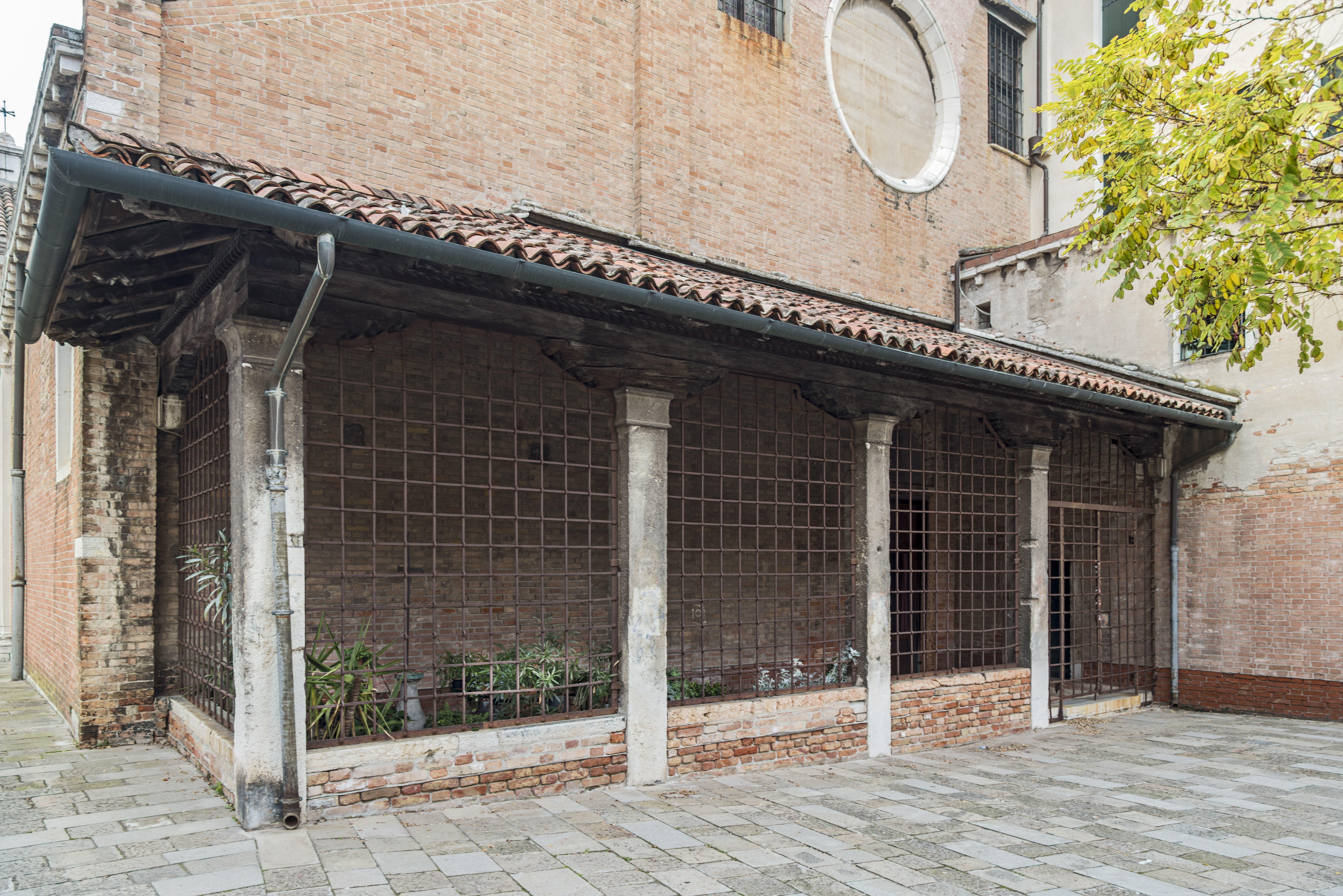
Portico all'ingresso nord, aggiunto nel XV secolo.
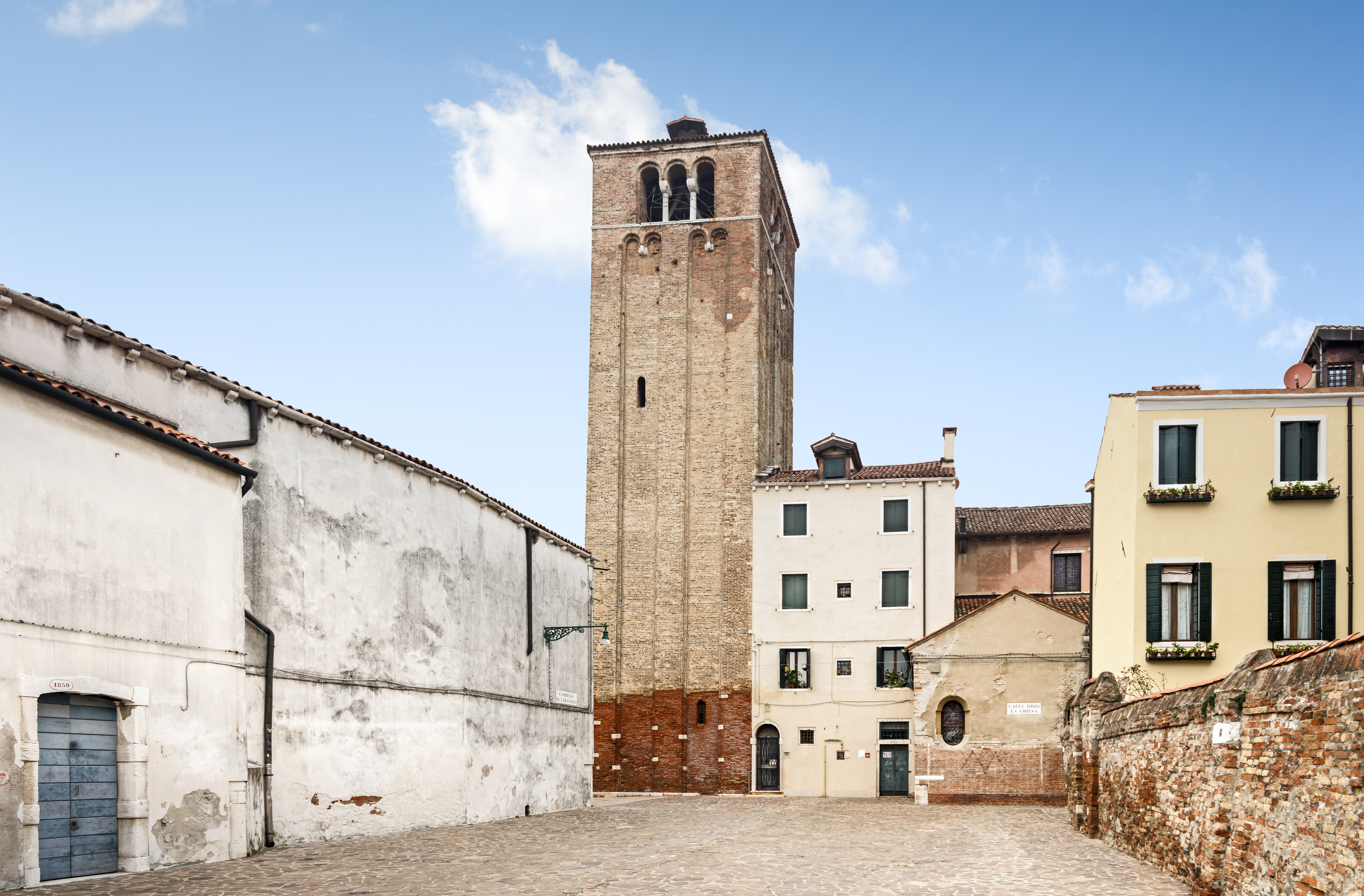
Campanile, campiello dell'oratorio.

Le pareti superiori sono decorate da un ciclo di dipinti raffiguranti scene della vita di Gesù Cristo, opera di diversi pittori appartenenti alla scuola del Veronese. Al suo interno è peraltro presente il corpo di San Niceta (martire goto). Pregevoli anche l'organo del XIX secolo, della ditta Bazzani, e la Pietà, opera del 1968 dello scultore altoatesino Guido Anton Muss.
Completa il complesso un robusto campanile veneto-bizantino in cotto, anch'esso risalente al XIII secolo.

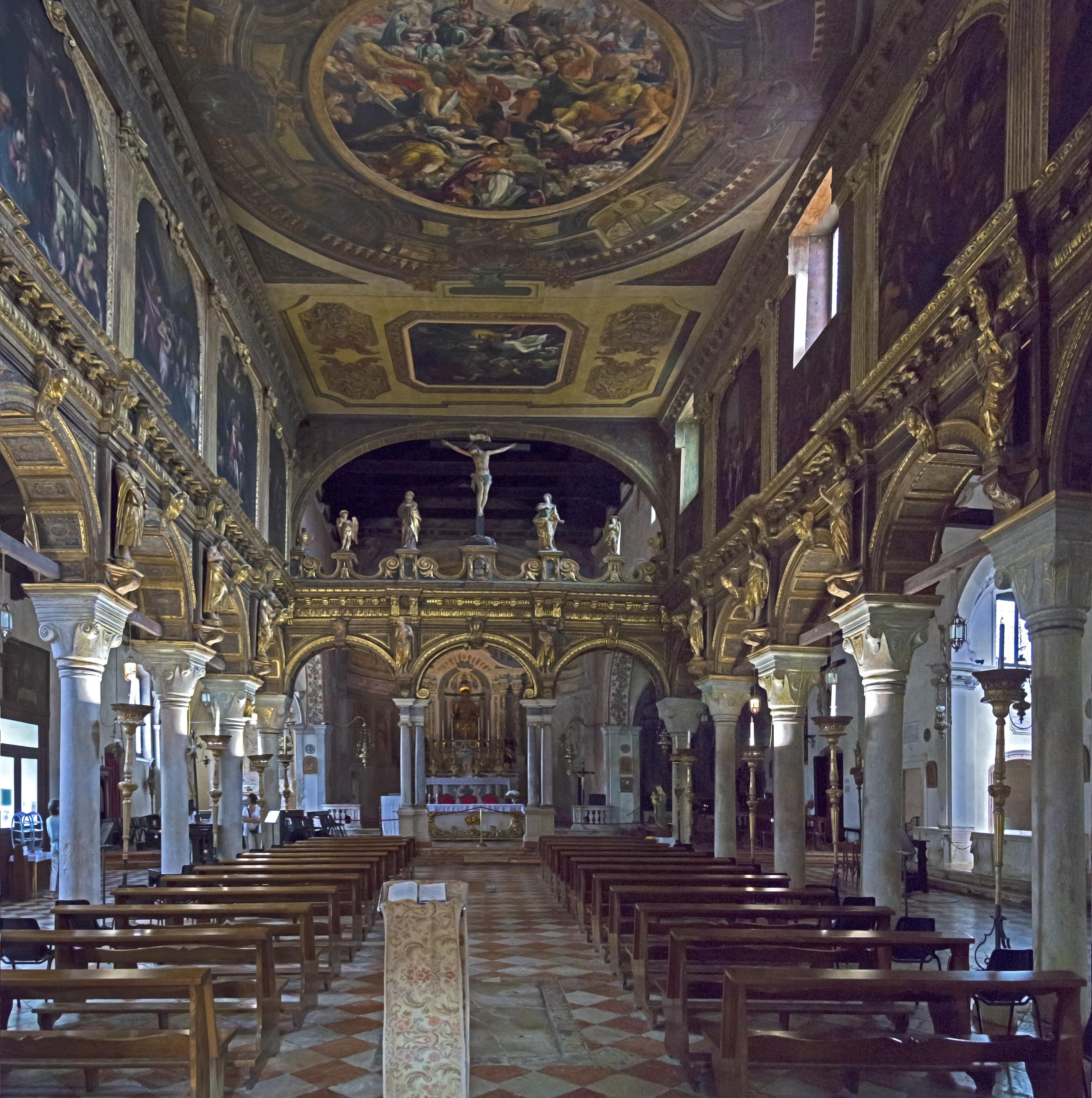
L'interno
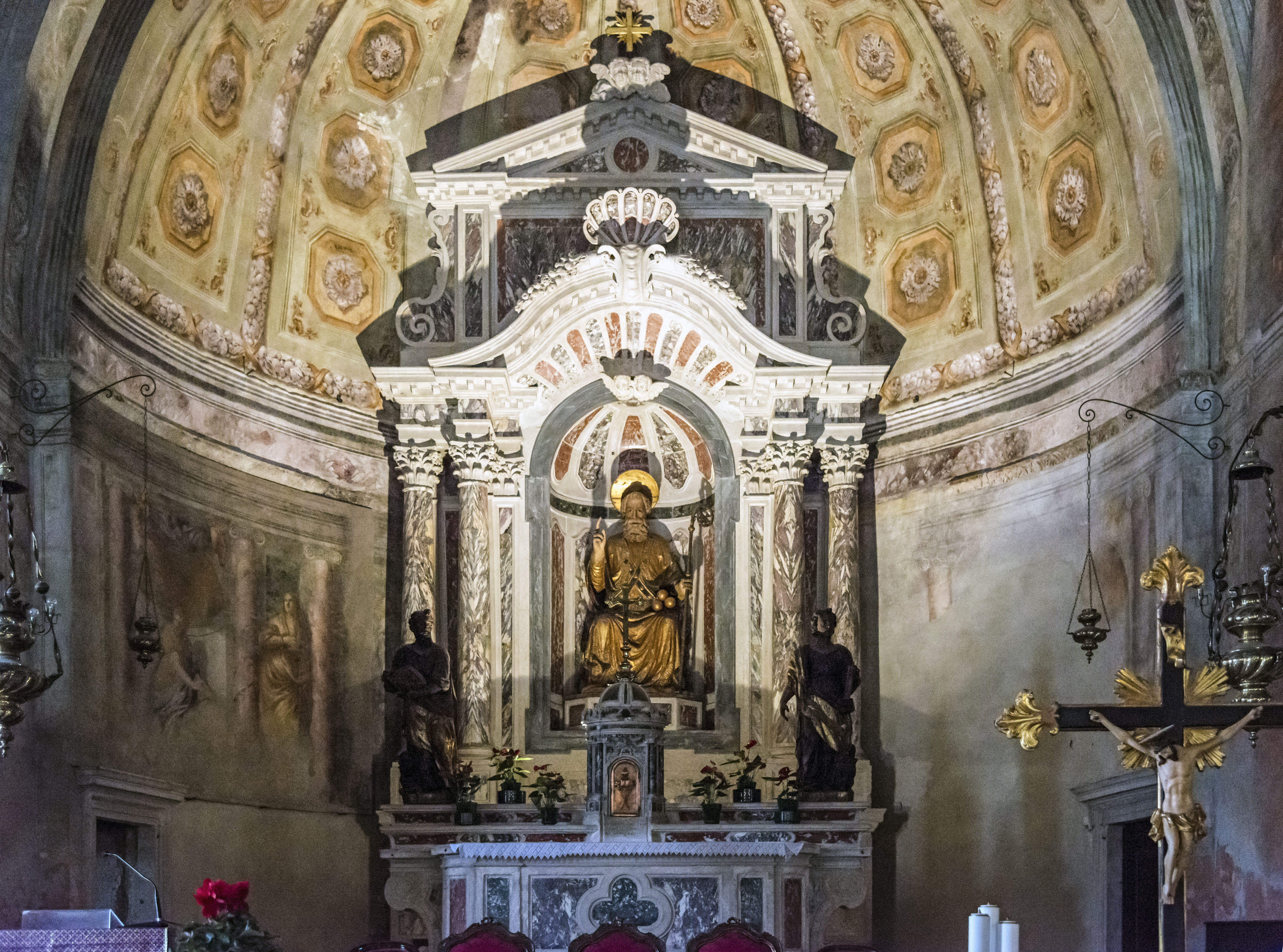
Altare maggiore
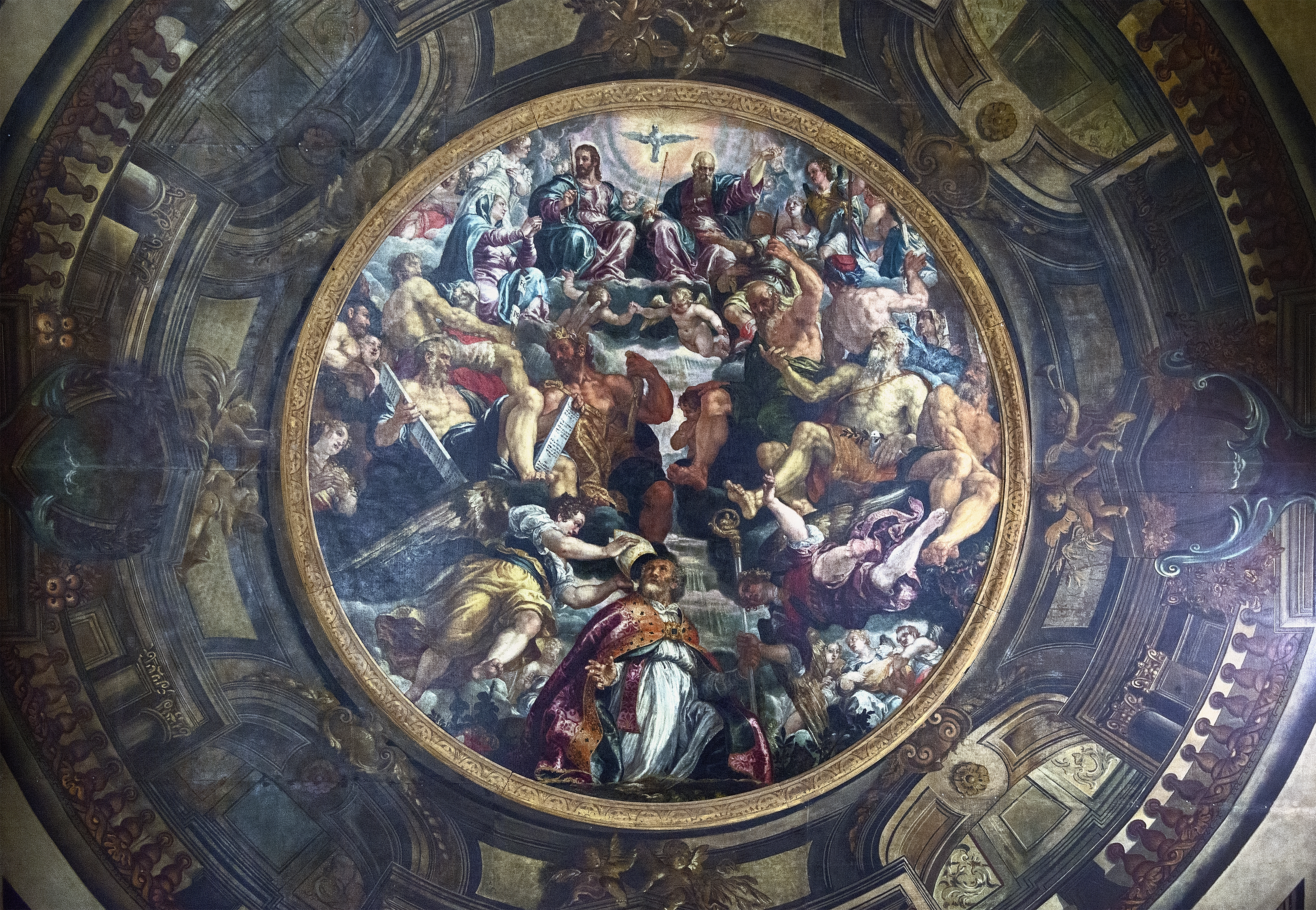
Soffitto di Francesco Montemezzano
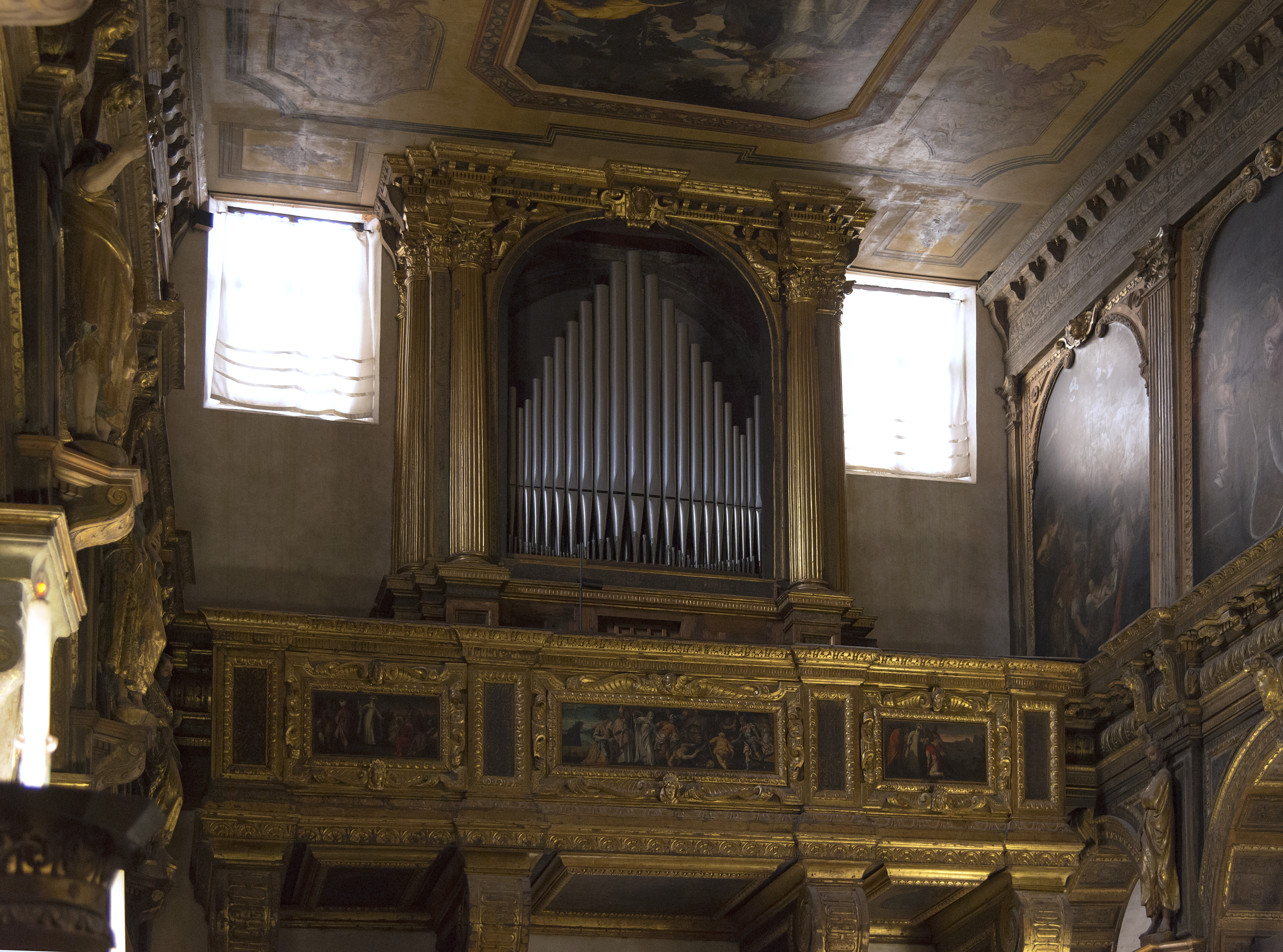
Organo
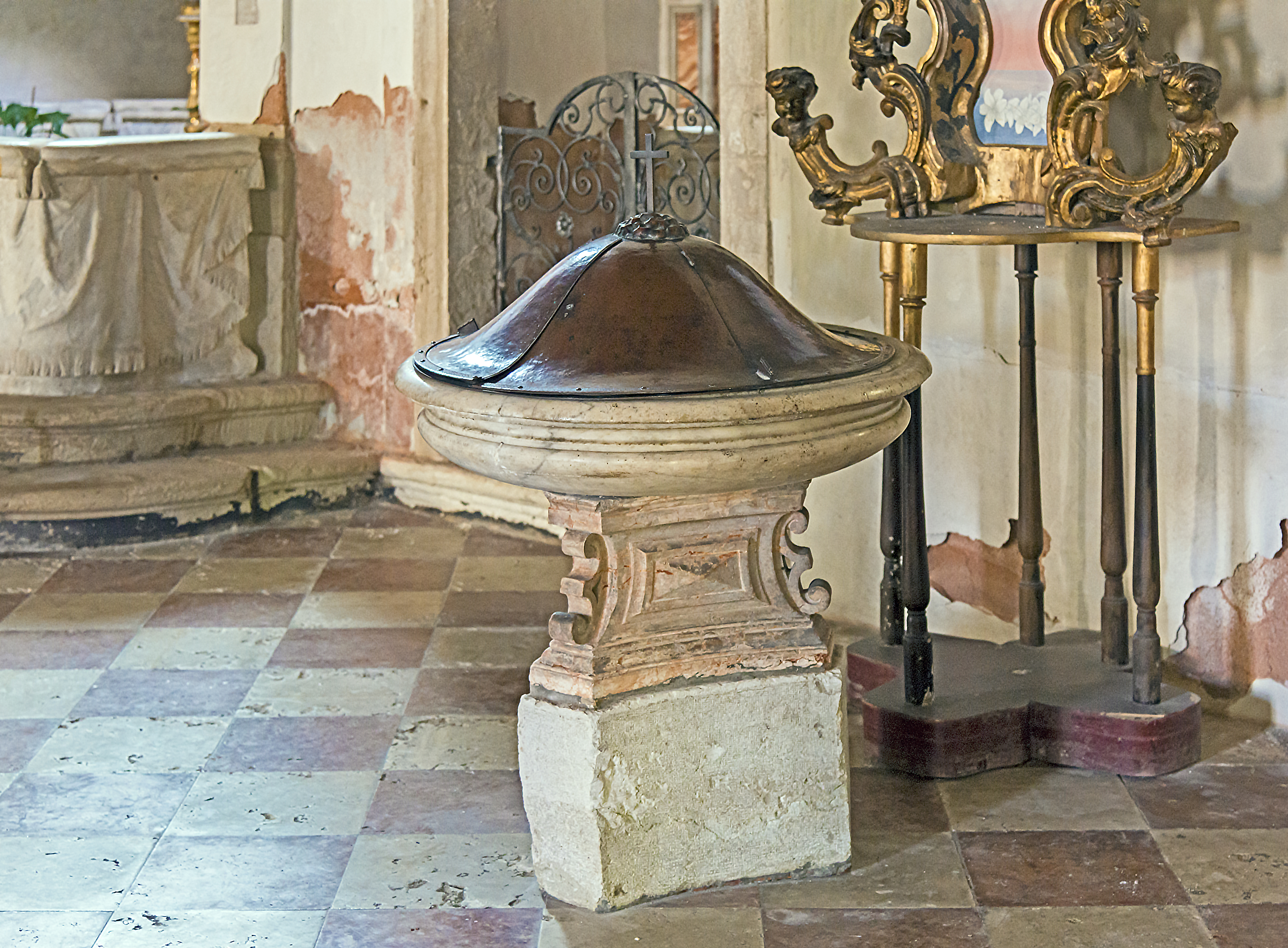
Fonte battesimale
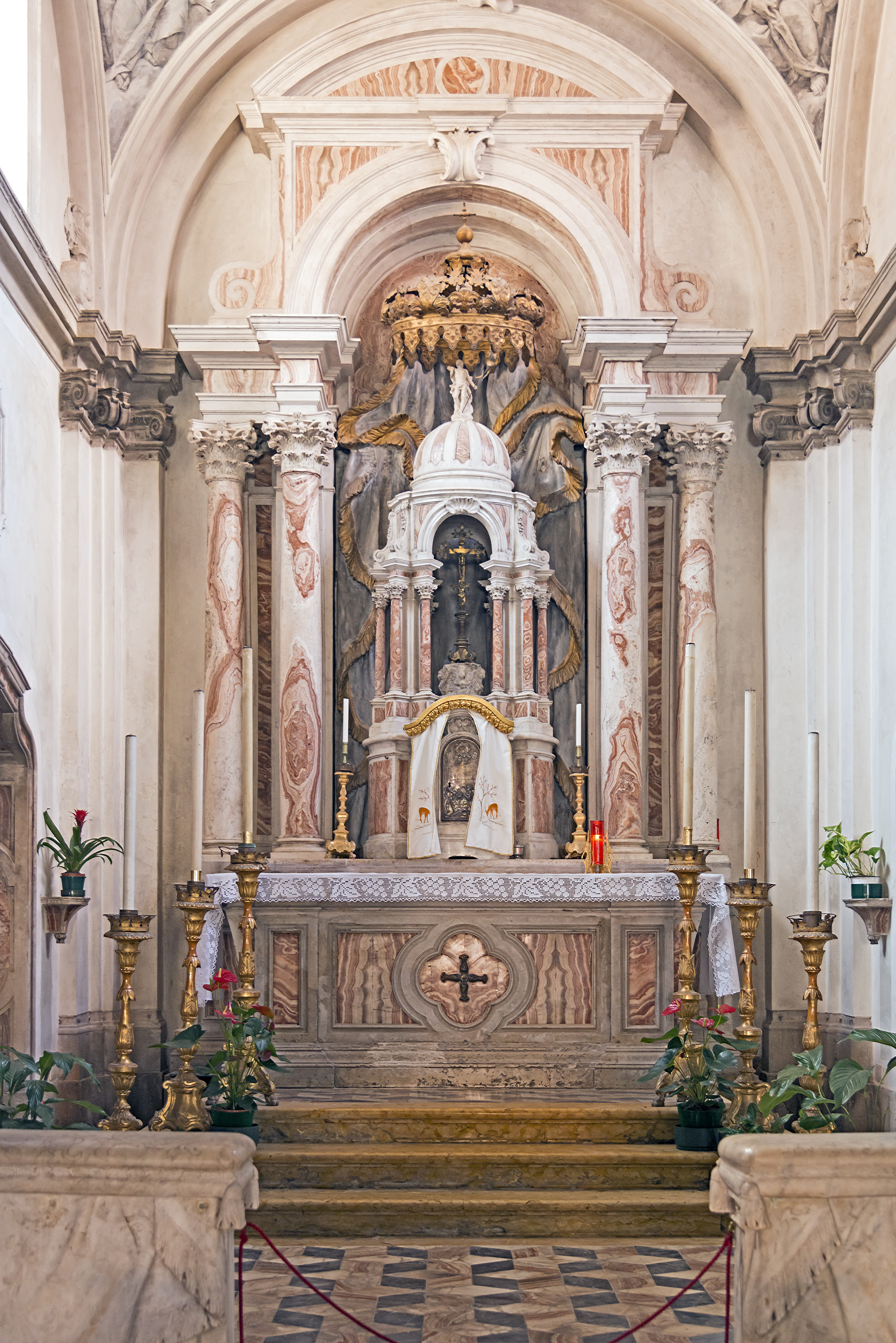
La cappella a destra